# Meblościanka

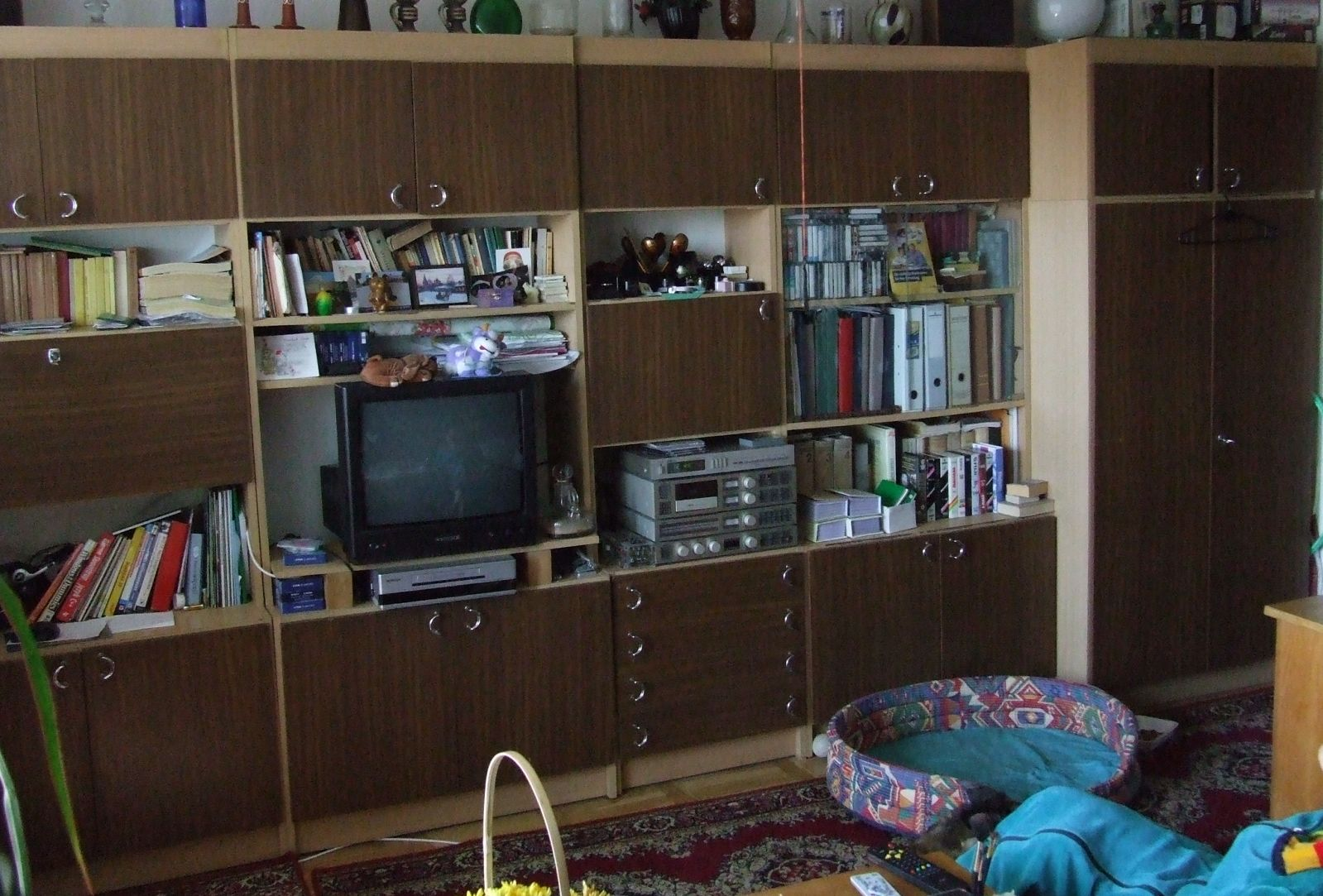
Meblościanka

Meblościanka – mebel spopularyzowany w Polsce w latach 70. i 80. XX wieku. Meblościanka składa się z kilku segmentów meblowych, ze względów oszczędnościowych posiadających wspólne elementy pionowe - ścianki boczne. Nazwa odnosi się do tego, że po zmontowaniu mebel stanowił „ścianę”.

## Historia
Twórcami pierwowzoru meblościanki była para amerykańskich projektantów Ray i Charles Eames. W latach 1949–1950 stworzyli utrzymaną w duchu modernistycznym serię mebli nazywanych ESU (Eames Storage Units, czyli jednostki magazynowania Eamesów). Jeden z najbardziej znanych modeli nosił symbol 421-C i to właśnie on był prawdopodobnie protoplastą polskich osiągnięć w tym zakresie. Był to mebel do samodzielnego składania, złożony ze stalowej ramy i płyt drewnopodobnych. W USA meblościanka ta nie znalazła dostatecznego zbytu i stosunkowo szybko wycofano ją z produkcji.

## Meblościanka w Polsce
W Polsce, w 1959 na Osiedlu Młodych w Warszawie zorganizowano wystawę wzorów przemysłowych Spółdzielni Artystów Ład, na której po raz pierwszy w kraju pokazano meblościankę. Po raz drugi pojawiła się w 1961 na Targach Wzornictwa Przemysłowego. Dopiero jednak w 1963, po kolejnej edycji tych targów, meble weszły do masowej produkcji. Szczególne uznanie zyskał model zaprojektowany przez Bogusławę i Czesława Kowalskich.
W Polsce, w odróżnieniu od krajów zachodnich, meblościanka stanowiła rozwiązanie problemu małego metrażu, a nie element designerski w pomieszczeniu. Klasycznie składała się z trzech pięter, z szufladami na dole, półkami pośrodku i dwudrzwiowymi szafkami u góry. Centralnie umieszczany był zwyczajowo telewizor. Istniały rzadsze odmiany, np. z biurkiem lub toaletką. Meblościankę stawia się przy jednej ze ścian w pokoju, zasłaniając tym samym całą ścianę. Czasem meblościanka służy do przedzielenia dużego pokoju na dwa aneksy.
Częstym zjawiskiem było to, iż u znajomych widziało się ten sam model meblościanki, jaki miało się we własnym mieszkaniu. Było to spowodowane tym, że zwykle w sklepie było do wyboru tylko kilka wzorów, a okres czekania na inne był tak wydłużony, że nieopłacalnym było czekać. Meblościanki sprzedawane były zwykle „w paczkach”, do samodzielnego montażu. Ponieważ elementy można było zamawiać osobno, dawało to nabywcy sposobność wykazania się inwencją i stworzenie kompozycji innej niż katalogowa.